# Eldorado (álbum)
Eldorado es el cuarto álbum de estudio de la banda británica Electric Light Orchestra, publicado por la compañía discográfica Jet Records en septiembre de 1974.

## Concepto
Eldorado fue el primer álbum conceptual completo de la Electric Light Orchestra. Jeff Lynne concibió el guion antes de componer la música. La historia sigue a un personaje parecido a Walter Mitty que viaja a un mundo de fantasía a través de sueños, con el fin de escapar de la desilusión de la realidad. Lynne comenzó a componer el álbum en respuesta al criticismo de su padre, un amante de la música clásica, quien le dijo que el repertorio de su grupo «no tenía melodía». La influencia de Los Beatles es frecuente en este álbum, principalmente en la melodía del verso en "Mister Kingdom", que en cierta medida se asemeja a Across the Universe de los Fab Four.

## Grabación
Eldorado marcó el primer trabajo en el que Jeff Lynne contrató a una orquesta. Hasta entonces, Lynne había doblado y sobregrabado chelos y violines en trabajos como ELO 2 y On the Third Day para darles un sonido orquestal. Louis Clark arregló y condujo la orquesta, antes de convertirse en un miembro del grupo. A pesar de la presencia de una orquesta, el grupo tocó instrumentos de cuerda que pueden oírse en canciones como «Boy Blue» y «Laredo Tornado». Poco después de comenzar las sesiones, Mike de Albuquerque abandonó el grupo al sentir que las giras le separaban de su familia. Kelly Groucutt reemplazó a De Albuquerque durante la siguiente gira, a la que también se unió el chelista Melvyn Gale. Sobre la orquestación, Lynne comentó: «Me gustan los acordes pesados y el final un poco loco, donde puedes escuchar a los contrabajistas empacando sus bajos, porque no quisieron tocar un milisegundo más del momento asignado».

## Publicación
«Can't Get It Out of My Head» fue publicado como primer sencillo de Eldorado, con «Illusions in G Major» como cara B, y obtuvo un notable éxito en los Estados Unidos al llegar al puesto nueve de la lista Billboard Hot 100. Una versión editada de «Boy Blue» fue también publicada como segundo sencillo, aunque no entró en ninguna lista de éxitos. En Estados Unidos, la RIAA certificó el álbum como disco de oro al superar el medio millón de copias vendidas, convirtiéndose en el primer álbum del grupo con una certificación por ventas en el país.
En 1978, el director Kenneth Anger recreó la película de 1954 Inauguration of the Pleasure Dome usando Eldorado como banda sonora. En 2010, el álbum fue incluido en la lista de 50 álbumes que construyeron el rock progresivo, elaborado por la revista Classic Rock.

## Diseño de portada
La portada de Eldorado, diseñada por John Kehe, procede de una imagen de la película de 1939 El mago de Oz, e incluye una imagen de unos zapatos rojos que porta Dorothy en el minuto 77, la imagen está vista en espejo y ampliada respecto de la original.

## Reediciones
En junio de 2001, Epic Records y Legacy Recordings remasterizaron y reeditaron Eldorado con dos temas extra: «Eldorado Instrumental Medley», una suite de las partes orquestales del álbum, y «Dark City», un primer borrador de la canción «Laredo Tornado».

## Recepción
Tras su publicación, Eldorado obtuvo el elogio de la prensa musical. Ken Barnes, de Rolling Stone escribió: "Como un álbum conceptual, Eldorado es líricamente efectivo y por suerte no agobiante. Los aspectos sinfónicos a veces se salen de control, pero por lo general funcionan lo suficientemente bien. Y en cuanto al resto, Eldorado es el más exitoso álbum de la Electric Light Orchestra hasta la fecha". Bruce Eder, de Allmusic, escribió: "La integración de la orquesta se profundizaría más en futuros álbumes, pero Eldorado fue notable por mezclar la banda y la orquesta (y un coro) de manera que lo hicieron sin violencia a los mejores elementos de ambos". George Starostin escribió: "Los hooks abundan - la sensación épica está presente, pero no se interpone en el camino de estas geniales melodías de rock y música clásica. Simplemente maravilloso".

## Lista de canciones
Todas las canciones escritas y compuestas por Jeff Lynne. 
| Cara A |                               |          |  |
| N.º    | Título                        | Duración |  |
| 1.     | «Eldorado Overture»           | 2:12     |  |
| 2.     | «Can't Get It Out of My Head» | 4:21     |  |
| 3.     | «Boy Blue»                    | 5:18     |  |
| 4.     | «Laredo Tornado»              | 5:29     |  |
| 5.     | «Poor Boy (The Greenwood)»    | 2:57     |  |

| Cara B |                        |          |  |
| N.º    | Título                 | Duración |  |
| 1.     | «Mister Kingdom»       | 5:29     |  |
| 2.     | «Nobody's Child»       | 3:56     |  |
| 3.     | «Illusions in G Major» | 2:37     |  |
| 4.     | «Eldorado»             | 5:17     |  |
| 5.     | «Eldorado Finale»      | 1:34     |  |

| Temas extra (reedición de 2001) |                                |          |  |
| N.º                             | Título                         | Duración |  |
| 11.                             | «Eldorado Instrumental Medley» | 7:56     |  |
| 12.                             | «Dark City»                    | 0:46     |  |

## Personal
- Jeff Lynne: voz, guitarra eléctrica, acústica, bajo, teclados y arreglos orquestales
- Bev Bevan: batería y percusión
- Richard Tandy: piano, sintetizador moog, guitarra y arreglos orquestales
- Mike de Albuquerque: bajo
- Mik Kaminski: violín
- Hugh McDowell: chelo
- Mike Edwards: chelo
- Louis Clark: arreglos orquestales y corales
- Peter Forbes-Robertson: narración

## Posición en listas
| País           | Lista                    | Posición |
| -------------- | ------------------------ | -------- |
| Australia      | ARIA Albums Chart        | 40       |
| Estados Unidos | Billboard 200            | 16       |
| Nueva Zelanda  | New Zealand Albums Chart | 30       |
| Países Bajos   | MegaCharts               | 4        |

| Sencillo                      | País           | Lista              | Posición |
| ----------------------------- | -------------- | ------------------ | -------- |
| «Can't Get It Out of My Head» | Australia      | ARIA Singles Chart | 59       |
| «Can't Get It Out of My Head» | Estados Unidos | Billboard Hot 100  | 9        |
| «Can't Get It Out of My Head» | Países Bajos   | Dutch Top 40       | 20       |
| «Can't Get It Out of My Head» | Reino Unido    | UK Singles Chart   | 12       |

## Certificaciones
| Fecha                  | País           | Organismo certificador | Certificación | Ventas certificadas |
| ---------------------- | -------------- | ---------------------- | ------------- | ------------------- |
| 5 de mayo de 1975      | Estados Unidos | RIAA                   | Oro           | 500 000             |
| 1 de diciembre de 1978 | Canadá         | CRIA                   | Platino       | 100 000             |